# Daniel Smith (politikus)
Daniel Smith (Stafford megye, 1748. október 29. – Hendersonville, 1818. június 16.) az Amerikai Egyesült Államok szenátora (Tennessee, 1798 és 1805–1809).